# Luis Izzeta
Luis María Izzeta, indicato da alcune fonti anche come Lucas Izzeta (1903), è stato un calciatore argentino, di ruolo attaccante.